# Département de La Unión
Pour les articles homonymes, voir La Unión.
La Unión est le département du Salvador situé le plus à l'est du pays. Sa capitale est La Unión. 

## Géographie
Le département de La Unión est le plus à l'est de tous les départements du Salvador. 

Carte du département de La Unión dans le Salvador.

Il fait partie de la Zone Orientale (en espagnol: Zona Oriental) auxquels appartiennent les départements de San Miguel, de  Morazán et d'Usulután. Il est entièrement enclavé dans la Zone Orientale étant limitrophe à l'ouest du département de San Miguel et de celui de  Morazán.
Au sud, il dispose d'une petite façade maritime sur l'océan Pacifique et au sud-est sur le golfe de Fonseca. Ce golfe qui s'enfonce dans le sud-est de l'isthme méso-américain est également riverain du Honduras et du Nicaragua. Face au port salvadorien de La Unión s'étire un archipel nommé les îles Cuzcatlacas (en espagnol: las islas cuzcatlacas) dont trois îles forment l'unique municipalité insulaire du Salvador, celle de Meanguera del Golfo (es).
De plus, c'est un département frontalier avec le Honduras qui partage la  plus longue frontière internationale du pays, celle-ci s'étend du Sud, depuis le golfe de Fonseca, jusqu'au Nord et sur toute sa limite orientale.
Avec une superficie de 2 074 km², il est le troisième département le plus étendu du Salvador après ceux d'Usulután et de San Miguel.

## Population et villes
La population du département de La Unión est de 372 271 habitants, ce qui le place au 8ème rang départemental sur 14.
Malgré sa densité de population assez élevée, celle-ci est près de deux fois inférieure à celle du Salvador. 
Il s'agit d'un département moyennement peuplé, malgré sa situation géographique sur le golfe de Fonseca, sa proximité du Honduras et sa desserte avantageuse par la Route panamericaine.
De ce fait, les villes sont peu nombreuses et petites;  seules, trois municipalités ont plus de 20 000 habitants. 
- Parmi celles-ci, se trouve la capitale du département qui est en même temps un site portuaire actif sur le golfe, La Unión compte près de 30 000 habitants, mais elle n'est pas la ville la plus peuplée.
- Conchagua qui est une station balnéaire avec ses quatre plages sur le golfe de Fonseca en est le centre urbain le plus important et le plus actif, sa municipalité rassemble plus de 50 000 habitants. 
- Enfin, Santa Rosa de Lima qui est en limite du Département de Morazán est la troisième municipalité par sa population avec près de 28 000 habitants.

## Histoire
Le département fut créé le 22 juin 1865 et la ville de La Unión devint sa capitale.
Le Temple de Conchagua, construit en 1693, est une des principales attractions touristiques du département avec les ruines de Intipuca et Meanguera.

## Municipalités
1. Anamorós
2. Bolívar
3. Concepción de Oriente
4. Conchagua
5. El Carmen
6. El Sauce
7. Intipucá
8. La Unión
9. Lislique
10. Meanguera del Golfo
11. Nueva Esparta
12. Pasaquina
13. Polorós
14. San Alejo
15. San José
16. Santa Rosa de Lima
17. Yayantique
18. Yucuaiquín